# Grab (Lučani)
Pour les articles homonymes, voir Grab.
Grab (en serbe cyrillique : Граб) est un village de Serbie situé dans la municipalité de Lučani, district de Moravica. Au recensement de 2011, il comptait 226 habitants.

## Démographie
| 1948  | 1953  | 1961 | 1971 | 1981 | 1991 | 2002 | 2011 |
| ----- | ----- | ---- | ---- | ---- | ---- | ---- | ---- |
| 1 070 | 1 028 | 886  | 735  | 608  | 437  | 315  | 226  |

|  |